# 東京都道226号東村山清瀬線
東京都道226号東村山清瀬線（とうきょうとどう226ごう ひがしむらやまきよせせん）とは、東京都東村山市と清瀬市を結ぶ一般都道である。

## 概要
新所沢街道と交差する多摩北部医療センター西交差点以北は清瀬市南西部がかつて結核患者の一大療養地だったため、公益財団法人結核予防会複十字病院、国立病院機構東京病院等、大規模病院が同沿線に集中している。
府中街道、新青梅街道、鷹の道、所沢街道など交通量の多い道路と交差する箇所が多く、また久米川駅発着路線バスの主要ルートであることから主要生活幹線の趣きがある道路である。しかし、歩道が未整備な箇所が多く存在しており、通行には歩車ともに十分注意を要する。
新青梅街道以北の区間は都市計画道路久米川駅清瀬線（東村山3・4・26号）に沿う形で幅員16m・2車線の広幅員で整備が進められており、順次開通後に旧道部分の市道移管が行われている。当該都市計画道路は全生園の北側を通り、概ね柳瀬川通りに沿うようなルートで都道24号（小金井街道・目白通り）と交差、将来的には新座市道「三本木通り」に直結し、国道254号（川越街道）とを結ぶひと連なりの幹線となる計画である。ただし、2024年（令和6年）現在で未開通の都道129号〜関越道交差部分は未着手であり、着手時期も施行者も未定である。

### 路線データ
- 起点:東京都東村山市栄町 八坂小前交差点（東京都道16号立川所沢線：重複 =東京都道17号所沢府中線・府中街道）
- 終点:東京都清瀬市松山 名称無し交差点（西武池袋線 清瀬駅手前踏切、東京都道15号府中清瀬線・小金井街道）

### 支線
- 東村山運動公園交差点 ‐ 名称無し交差点（恩多町五丁目・本線交点）※新道開通前の本線だった旧道の一部区間

## 通称
- 恩多街道（全線）
- 所沢街道（東京都道4号東京所沢線との重複区間）

## 地理

### 通過する自治体
- 東京都
  - 東村山市 - 清瀬市

### 交差する道路
| 接続する道路                         | 接続する道路                         | 交差点名               | 所在地 | 所在地   |
| ------------------------------------ | ------------------------------------ | ---------------------- | ------ | -------- |
| 東京都道16号立川所沢線（府中街道）   | 東京都道16号立川所沢線（府中街道）   | 八坂小前               | 東京都 | 東村山市 |
| 東京都道5号新宿青梅線（新青梅街道）  | 東京都道5号新宿青梅線（新青梅街道）  | 栄町一丁目             | 東京都 | 東村山市 |
| 東京都道129号東村山東久留米線        | 東京都道129号東村山東久留米線        | （恩多町三丁目）       | 東京都 | 東村山市 |
| 支線（旧道）                         | 本線                                 | （恩多町五丁目）       | 東京都 | 東村山市 |
|                                      | 東京都道4号東京所沢線（新所沢街道）  | 多摩北部医療センター西 | 東京都 | 東村山市 |
| 東京都道4号東京所沢線（所沢街道）    | 本線                                 | 全生園前               | 東京都 | 東村山市 |
|                                      | 本線                                 | 全生園東               | 東京都 | 東村山市 |
| 埼玉県道4号東京所沢線（所沢街道）    |                                      | 全生園東               | 東京都 | 東村山市 |
| 東京都道15号府中清瀬線（小金井街道） | 東京都道15号府中清瀬線（小金井街道） | （清瀬駅手前踏切付近） | 東京都 | 清瀬市   |
| 清瀬駅南口ロータリー方面             |                                      |                        |        |          |

### 重複区間
- 東京都道4号東京所沢線（全生園前交差点 - 全生園東交差点）

### 廃止された区間
- 栄町一丁目交差点東側の新道分岐 - 恩多辻交差点 - 東村山運動公園交差点の区間は、新道の開通に伴い都道認定が廃止された[2]。

### 通過するバス
- 西武バス

### 交差する鉄道
- 西武新宿線 久米川駅付近（踏切）

また東京都道129号東村山東久留米線との交点付近でJR武蔵野線が地下を通る。
終点付近で西武池袋線と並行する。

### 周辺の施設
- 久米川駅（西武新宿線）
- 多摩あおば幼稚園
- 多摩あおば病院
- 東京都保健医療公社多摩北部医療センター
- 国立療養所多磨全生園
- 山崎病院
- 日本社会事業大学
- 清瀬リハビリテーション病院
- 国立病院機構東京病院
- 救世軍清瀬病院
- 清瀬軍小児病院
- 公益財団法人結核予防会複十字病院
- 清瀬駅（西武池袋線）